# Relámpago del Catatumbo

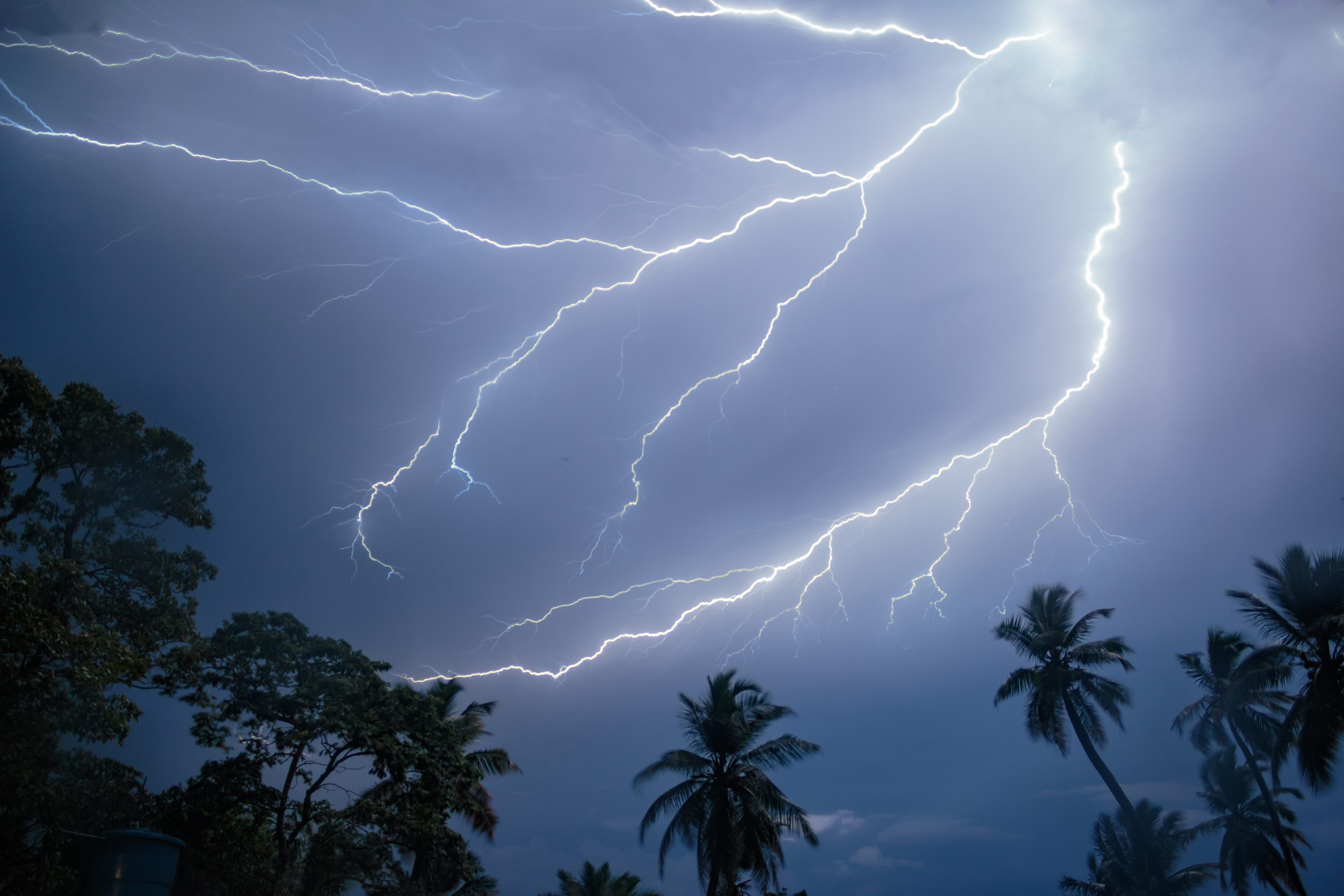
Vista parcial del fenómeno natural.

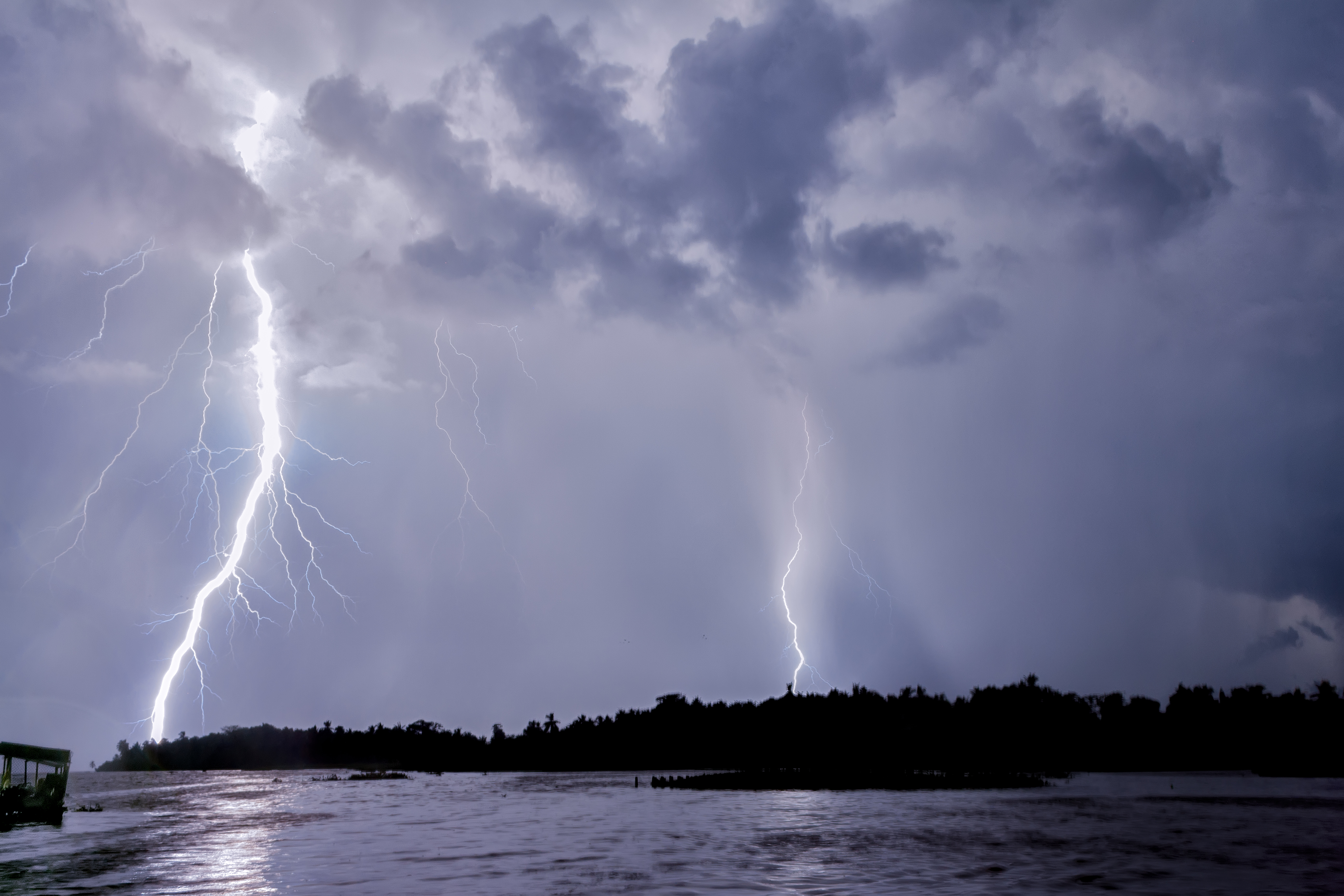
El fenómeno natural visto desde el Lago de Maracaibo.

El relámpago del Catatumbo, más conocido históricamente como linternas de San Antonio o faroles de Maracaibo, es un fenómeno meteorológico que se desarrolla en la cuenca del lago de Maracaibo en Venezuela, principalmente en la zona sur de dicho lago, hasta la cuenca inferior del río Catatumbo y más allá, en Colombia, de donde procede su nombre (región del Catatumbo).Científicos del Centro de Modelado Científico indican que lo más apropiado sería hablar de los relámpagos del Catatumbo, debido a que tienden a ocurrir en múltiples sitios cada noche, pero desde lejos se aprecian como si fuera un único fenómeno.
Este fenómeno se caracteriza por la aparición de una serie de relámpagos, descargas eléctricas 'nube tierra', 'tierra nube' y 'entre nubes' de manera casi continua, cuyos truenos pueden escucharse casi ininterrumpidamente si se está debajo de la tormenta. Las descargas son el producto de nubes de gran desarrollo vertical o cumulonimbos que alcanzan altitudes entre los 12 y  15 kilómetros de altura, que es el nivel máximo de la troposfera en los trópicos. Pueden observarse los relámpagos a grandes distancias durante la noche. A medida que los vientos asociados a la Corriente Nocturna de Nivel Bajo de la Cuenca del Lago de Maracaibo penetran en la superficie del lago en horas de la tarde (cuando la evaporación es mayor) y se ven obligados a ascender por el contraste de masas de aire frío procedentes del sistema montañoso de Perijá (de 3750 m s. n. m.) y la Cordillera de Mérida, el ramal venezolano de los Andes (de hasta 5000 m s. n. m., aproximadamente). 
El origen de este fenómeno está en el efecto orográfico mencionado anteriormente por estas cordilleras, cuyas masas de aire penetran por debajo de los vientos del noreste, más húmedos y cálidos; así, se producen nubes de gran desarrollo vertical, concentradas principalmente en la cuenca del río Catatumbo. Este fenómeno es muy fácil de ver desde decenas kilómetros de distancia, como por ejemplo, desde Cúcuta, en Colombia, o desde la carretera de los llanos entre las ciudades de Guanare y Barinas al sur de la Cordillera de Mérida (siempre que no estén presentes nubes durante la noche).[cita requerida] Ocurre entre abril y noviembre produciendo actividad eléctrica un 95% de noches y/o hasta 260 veces al año y dura hasta 10 horas durante la noche; además, este fenómeno puede alcanzar más de 90 descargas por minuto. 
Aunque es cierto que las tormentas eléctricas producen una elevada cantidad de ozono, y el Catatumbo registra la mayor densidad de descargas eléctricas del mundo, con más de 200 km²/año,  es muy poco probable que este ozono llegue a la estratósfera y regenere la capa de ozono.
Sin embargo, el ambientalista venezolano Erik Quiroga cree que las tormentas podrían ayudar a reparar el daño en la capa de ozono y está liderando una campaña para que todo el ecosistema que las produce sea reconocido como Patrimonio de la Humanidad de la Unesco.
«Basados en el hecho de que hay un ciclo de tormentas eléctricas nocturnas de nube a nube, es posible que parte del ozono generado llegue a la parte inferior de la capa de ozono», escribió Quiroga.

## Ubicación

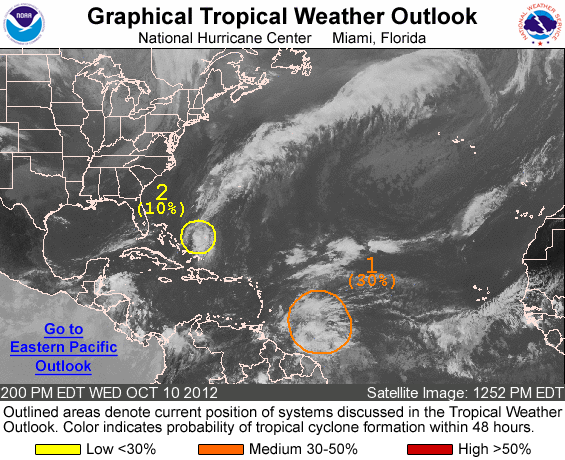
Imagen satelital del Caribe y norte de América del Sur tomada el 10 de octubre de 2012, mostrando el territorio venezolano. Puede observarse que, aunque casi toda Venezuela se encuentra sin nubes, el suroeste del Lago de Maracaibo, así como la región también suroeste del propio estado Zulia se encuentran cubiertos de nubes. La depresión tropical al este de Venezuela con un 30% de probabilidades de convertirse en tormenta tropical se convirtió muy poco después en el huracán Rafael.

El relámpago del Catatumbo se suele desarrollar entre las coordenadas de 9°31'02.7"N y 9°39'47.4"N de latitud y los 72°06'57.2"W y 71°38'25.6"W de longitud, lo que supone una zona muy extensa aunque, como es lógico, no toda esta zona tiene siempre la misma actividad tormentosa. Las áreas más remotas de esta extensa zona están ocupadas por grupos indígenas motilones, que siempre resistieron tenazmente la dominación por parte de los españoles primero y de los que intentaban explotar su territorio después. Y fue muy recientemente cuando aceptaron la participación de misioneros capuchinos españoles (ya en la segunda mitad del siglo XX), los cuales fundaron varios pueblos de misión como el de El Tukuko y otras. En El Tukuko se instaló una sencilla estación meteorológica y en varios años de observación el monto pluviométrico anual nunca bajó de los 4.000 mm lo que sirve para dar un ejemplo de la pluviosidad de la zona. A su vez, ello explica también el gran caudal del río Catatumbo que, con unos 500 km de longitud, es navegable en gran parte de su recorrido. La parte final de su curso tiene numerosos meandros y entrega al lago de Maracaibo una enorme cantidad de sedimentos, desembocando en un delta que se ha construido en el propio lago. En realidad, si no fuera porque el lago constituye una zona de hundimiento del terreno (es decir, una cuenca sedimentaria o de subsidencia) hace mucho tiempo que los sedimentos aportados por dicho río hubieran cubierto completamente el lago.

## Estudios realizados

### Antecedentes

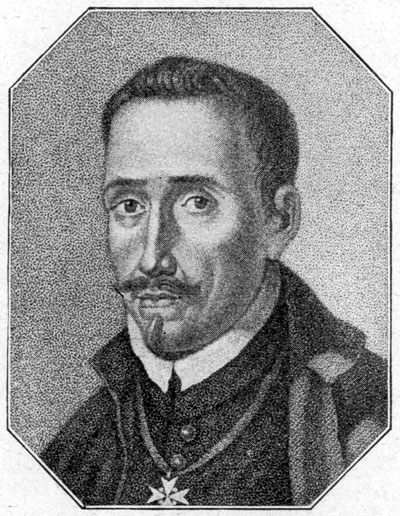
Lope de Vega

El primer escrito donde se menciona al Relámpago del Catatumbo fue el poema épico “La Dragontea” de Lope de Vega, que fue publicado en 1597. La Dragontea narra la derrota del pirata inglés Francis Drake por el alcalde Diego Suárez de Amaya. Durante varios siglos, exploradores, geógrafos y otros científicos portugueses, españoles, ingleses e italianos hacen referencia a este fenómeno, bajo el nombre de Lanternas de Santo Antonio o Faroles de Maracaibo, designación por la cual era conocido por los habitantes locales. El naturalista y explorador prusiano Alejandro de Humboldt, basado en el libro Viage de Varinas de M. Palacios, hizo varias suposiciones y lo describió como «explosiones eléctricas que son como fulgores fosforescentes…»; fue reseñado luego por el geógrafo italiano Agustín Codazzi como un «relámpago continuado que parece surgir del río Zulia y sus alrededores».

### Investigaciones
Desde que se conoce el fenómeno, muchos investigadores en diversas áreas ha intentado hallar la causa raíz que lo produce, por tal razón, existen una variedad de hipótesis.
Entre los principales estudios modernos se encuentra el realizado por Melchor Centeno, quien atribuye el origen de las tormentas eléctricas a la circulación cerrada de vientos en la región.
Entre los años 1966 y 1970, el científico Andrés Zavrotsky junto a ayudantes de la Universidad de los Andes, realizó tres expediciones, a Santa Bárbara del Zulia con las cuales concluye que la localización tendría varios epicentros en las ciénagas del parque nacional Ciénagas de Juan Manuel de Aguas Claras y Aguas Negras al oeste del lago de Maracaibo; sin penetrar en las mismas. Este sugiere en 1991 que el fenómeno ocurre por el encuentro de corrientes de aire frías y calientes sin descartar el uranio como posible agente cocausal, aunque esta afirmación no ha sido comprobada científicamente.

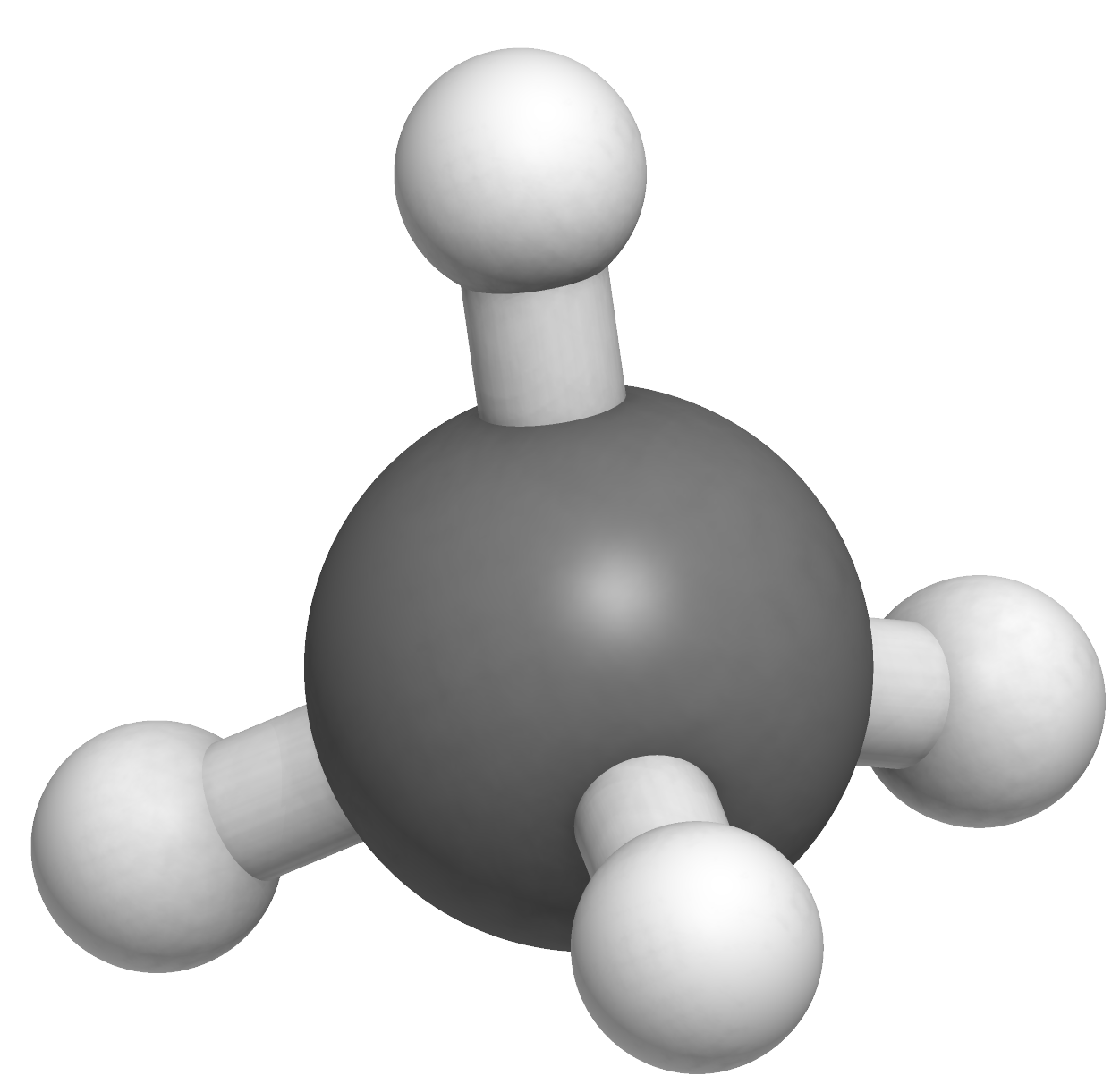
Molécula de gas Metano

Entre 1997 y 2000, un equipo encabezado por Nelson Falcón de la Universidad de Carabobo realiza varias expediciones y logran ubicar los epicentros del fenómeno en el interior de las ciénagas de Juan Manuel, y realizan el primer modelo microfísico del relámpago del Catatumbo, identificando al metano como una de las principales causas del fenómeno, aunque también es un modelo general de la electrificación de nubes. Hasta ahora no se ha podido confirmar con medidas exactas el metano en el interior de las nubes del relámpago.
Un equipo del Centro de Modelado Científico de Universidad del Zulia, liderado por Ángel G. Muñoz, inicia luego del año 2000 a investigar las relaciones entre variables atmosféricas que puedan proporcionar una mejor explicación de la actividad tormentosa (y por consiguiente eléctrica) en la cuenca del Lago de Maracaibo (CLM). Muñoz y Díaz-Lobatón (2011) se muestran las variaciones en la actividad electroatmosférica en la región noroeste de Venezuela y se destacan las implicaciones que tienen tanto el Chorro de Bajo Nivel del Caribe como los desplazamientos de la zona de convergencia intertropical (ZCIT) en la fenomenología observable de los relámpagos del Catatumbo. Por último, Díaz-Lobatón y Muñoz (2012) muestran la alta correlación existente entre la energía potencial disponible para convección (CAPE), vientos meridionales (Norte-Sur) y la actividad eléctrica en la CLM. Las investigaciones más recientes de ese centro de investigación sugieren un rol importante en la modulación de las descargas eléctricas por parte del jet nocturno de bajo nivel de la CLM.
El relámpago ha tenido ciertas épocas con menor intensidad, especialmente durante la época de sequía en el norte de Venezuela. Sin embargo, es normal que el fenómeno presente ciertas fluctuaciones que, en gran parte, se compensen entre sí.

### Estudios más recientes

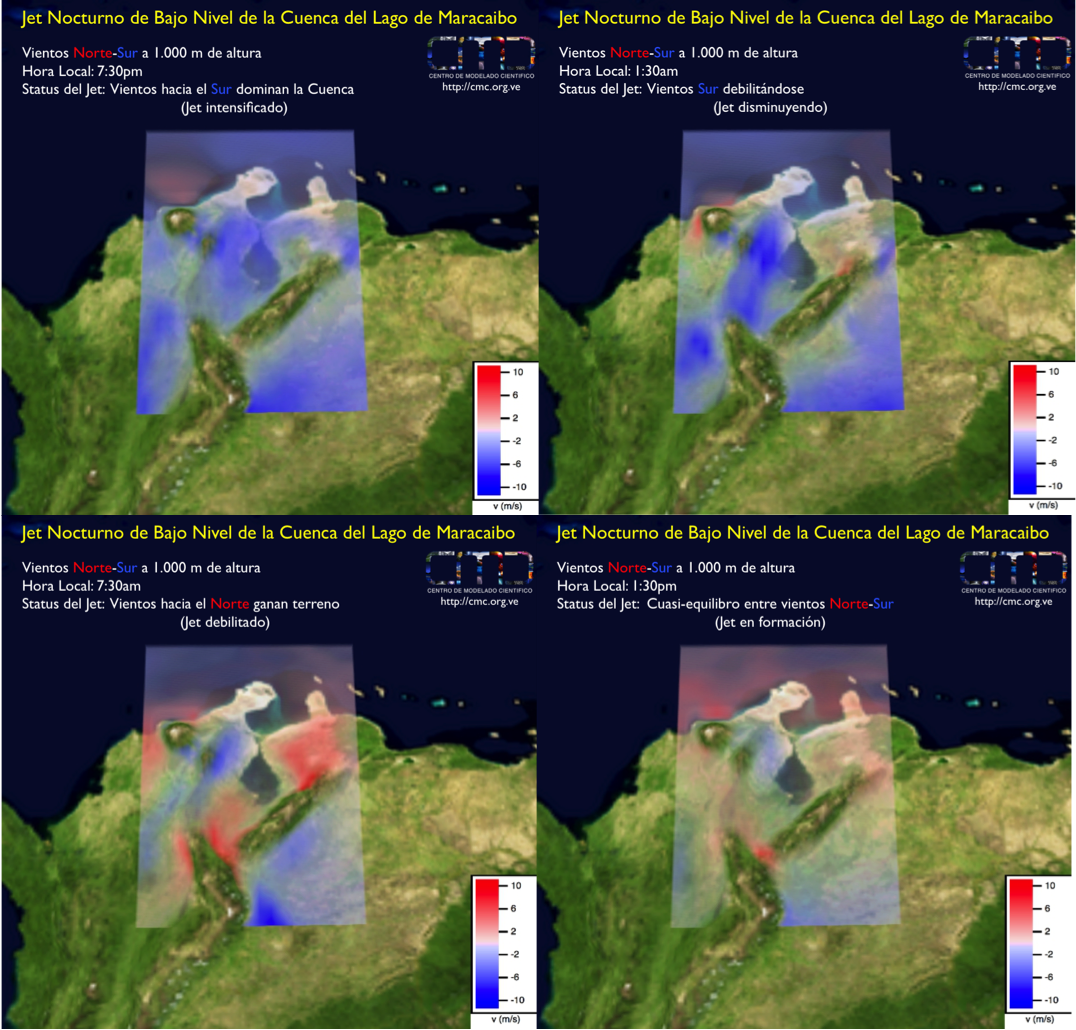
Jet de bajo nivel de la cuenca del lago de Maracaibo

El Centro de Modelado Científico (CMC) ha venido haciendo expediciones a la región de interés desde el año de 1998 con el fin de determinar las causas probables del fenómeno, una de las más resaltantes dio lugar la semana del 12 al 15 de abril de 2015, con la participación de investigadores del Centro virtual de Meteorología (CvM), del Servicio de Meteorología de la Aviación y el International Research Institute for Climate and Society (IRI).
Esta expedición consistió en el lanzamiento de varios globos meteorólogicos inflados con hidrógeno y atados a tierra hasta la altura de la base de las nubes (unos 1000 metros), equipados con registradores autónomos diseñados y construidos por el CMC, registrando presión atmosférica, temperatura y humedad ambiental a las alturas de 10, 500 y 1000 metros durante períodos de varias horas continuas desde dos localidades distintas durante los cuatro días de la campaña.
Durante cada período de medición, los globos cautivos fueron recuperados exitosamente y los datos capturados por los registradores "Icaros" fueron descargados por medio de computadores portátiles en campo; estos datos permitirán afinar los sistemas de pronóstico y alerta temprana ante eventos adversos que actualmente mantiene el Sistema Integrado de Vigilancia de la Cuenca del Lago de Maracaibo (SIVIGILA).
Estos investigadores publicaron un estudio en enero de 2016 demostrando que es posible generar pronósticos de rayos para la cuenca del lago de Maracaibo con meses de anticipación (pronósticos estacionales). La metodología de predicción se basa en el efecto del llamado jet nocturno de bajo nivel de la cuenca del lago de Maracaibo, una «marea» de vientos que se desplaza de norte a sur y de sur a norte a distintas horas del día.

## Impacto social y turístico

Bandera del estado Zulia.

El relámpago del Catatumbo es reconocido por la sociedad venezolana, en especial en el estado noroccidental del Zulia, el cual tiene un rayo en su escudo oficial para simbolizar al fenómeno. También la letra del himno del Estado Zulia, cuyo autor es el zuliano Udón Pérez, incluye una estrofa que hace referencia a este fenómeno: 

La luz con que el relámpago

tenaz del Catatumbo

del nauta fija el rumbo

cual límpido farol
Udón Pérez. Himno del Estado Zulia

La etnia wari lo define como «la concentración de millones de cocuyos [luciérnagas] que todas las noches se reúnen en el Catatumbo para rendirle tributo a los padres de la creación», mientras que los yucpas y los wayúu lo atribuyen a la presencia de los espíritus de los guajiros caídos que resplandecen como una especie de mensaje, además de considerarlo el «eterno resplandor en las alturas».
«Una gaita zuliana» (además de muchas otras canciones y obras) hace referencia al fenómeno del Catatumbo:

Una gaita por el mundo

es un mensaje de amor

y el rayo del Catatumbo

le da luz con su fulgor
Luis Oquendo Delgado. Estrofa de Una gaita

El Super Combo Los Tropicales, en su tema beisbolero «La pelota caliente», también menciona «el trueno» del Catatumbo:

El poder del oro negro

y el trueno del Catatumbo

harán tomar nuevos rumbos

a las Águilas zulianas

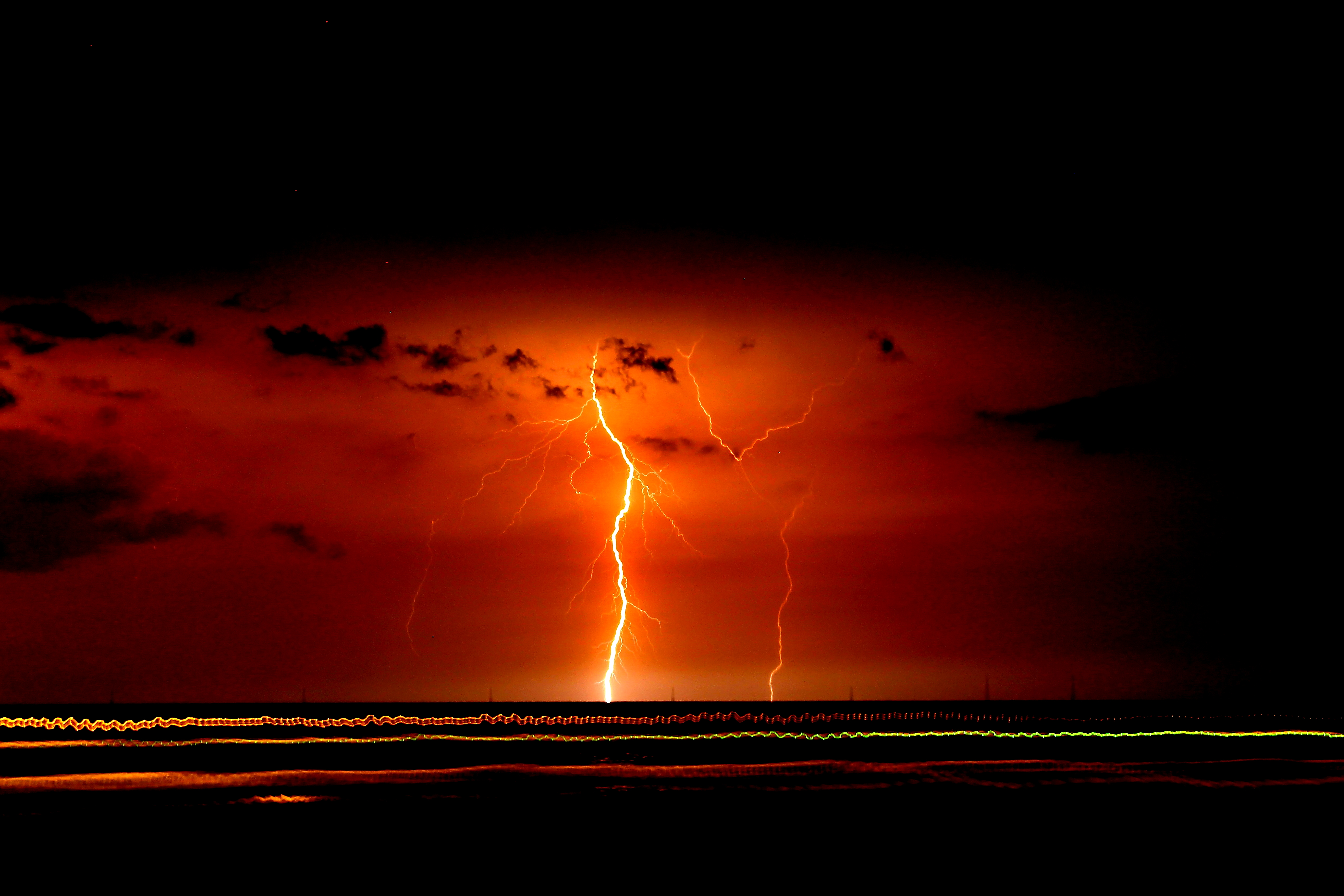
Relámpago del Catatumbo observado desde la población de Bachaquero.

Entre las principales curiosidades históricas se encuentra un cuento sobre el intento de Francis Drake en 1595 para saquear Maracaibo, el cual fue frustrado por el aviso temprano a la guarnición de la ciudad, producido gracias a la iluminación del relámpago. Además, durante la guerra de independencia, el rayo sirvió de faro para la fuerza naval del almirante José Prudencio Padilla, quien logró derrotar a los navíos españoles el 24 de julio de 1823. Entre las características principales del Relámpago del Catatumbo, está la condición aparentemente inaudible del relámpago, dadas las enormes distancias a la que se produce: recordemos que hablar del trueno del Catatumbo hace referencia al ruido que produce dicho fenómeno.
El 20 de marzo de 2003, el ambientalista Erik Quiroga solicita a la entonces ministra del Ambiente Ana Elisa Osorio incluir en la Lista de Patrimonio Natural de la UNESCO, el parque nacional de Ciénagas de Juan Manuel y el Epicentro del Relámpago del Catatumbo, y lograr para el Zulia y Venezuela “El Primer Fenómeno Meteorológico” “Patrimonio de la Humanidad en el Mundo. Desde la citada fecha hasta el pasado año ha sido reiterada públicamente la referida solicitud.
Fue declarado Patrimonio Natural del Zulia el 27 de septiembre de 2005.
El 23 de agosto de 2013 Erik Quiroga solicitó a la organización del Libro Guinness de los Récords en Londres, se asigne un nuevo Récord Mundial para la región del relámpago del Catatumbo por poseer el “Mayor Promedio Mundial de Relámpagos por kilómetro cuadrado al año”: 250 relámpagos por km² al año”. El 23 de noviembre de 2013 es aceptada la solicitud y el 28 de enero de 2014, en el Día de la Zulianidad es acreditado y presentado oficialmente como el sitio del planeta con mayor generación de relámpagos por kilómetro cuadrado al año.
La Administración Nacional de la Aeronáutica y del Espacio de Estados Unidos confirmó el 2 de mayo de 2016 en su portal web que la región mencionada es «la nueva capital de los relámpagos».